# Oskar Karlweis
Oskar Karlweis, né le 10 juin 1894 à Hinterbrühl, mort le 24 janvier 1956 à New York, est un acteur autrichien.

## Biographie
Le fils de l'écrivain Carl Karlweis obtient un diplôme en droit avant de se lancer dans le métier d'acteur. Il est engagé en 1912 au Théâtre de la Ville de Vienne (Wiener Stadttheater) durant huit années, avec une interruption à cause de la Première Guerre mondiale. En 1919, Max Reinhardt le fait venir avec lui au Theater in der Josefstadt et jouer sur des scènes de Munich. Il est à la première en 1921 de L'Homme difficile de Hugo von Hofmannsthal dans le rôle de Stani Bühl. En 1923, il fait un retour à Vienne au Kammerspiele et au Carltheater. En 1927, il va à Berlin au Deutsches Theater et d'autres scènes. Il fait la connaissance de Marlène Dietrich, alors inconnue. Lui est un comédien populaire qui sait aussi chanter et danser comme dans le rôle du Prince Orlofsky dans l'opérette Die Fledermaus.
Entre 1930 et 1933, il travaille pour le cinéma. Son plus grand rôle est Kurt dans Le Chemin du paradis où, aux côtés de Willy Fritsch et Heinz Rühmann, il tente de séduire Lilian Harvey.
Lors de l'arrivée du nazisme au pouvoir en Allemagne, Oskar Karlweis, d'origine juive, revient à Vienne, au Theater in der Josefstadt. Après l'Anschluss, il émigre en Suisse puis à Paris avec Karl Farkas (de) avec qui il joue. En 1940, il fuit avec Friedrich Torberg en Espagne et au Portugal pour les États-Unis.
Il doit apprendre l'anglais. Avec Farkas, Hermann Leopoldi (de) et Paul Hörbiger, il joue pour les Allemands en exil. Dans la pièce Jakobowsky und der Oberst (Jakobowsky et le colonel) de Franz Werfel qui met en scène cette fuite des juifs, il triomphe à Broadway.
En 1948, Karlweis retourne à Vienne et à Berlin, retrouve le succès et continue en même temps à travailler aux États-Unis. Il épouse la femme de théâtre et productrice de films Ninon Tallon (1908–1977),. Il meurt en 1956 d'une crise cardiaque et est enterré auprès de son père au cimetière évangélique de Matzleinsdorf.

## Filmographie
| - 1926 : Schenk mir das Leben (en) - 1928 : Liebe im Kuhstall (en) de Carl Froelich - 1930 : Deux Cœurs, une valse (Zwei Herzen im Dreiviertel-Takt) de Géza von Bolváry : Nicky Mahler, librettiste - 1930: Ein Tango für Dich de Géza von Bolváry - 1930: Le Chemin du paradis de Wilhelm Thiele et Max de Vaucorbeil - 1930: Dolly macht Karriere - 1930: Die Firma heiratet - 1931: Die Försterchristl - 1931: Der Tanzhusar - 1931 : Die Männer um Lucie d'Alexander Korda - 1931: Das Konzert - 1931: Mam'zelle Nitouche, version allemande. - 1931: Die nackte Wahrheit - 1932: Im Bann des Eulenspiegels | - 1932: Hochzeitsreise zu Dritt - 1932: Die Herren vom Maxim - 1933: Keinen Tag ohne dich - 1933: Heut kommt’s drauf an - 1933: Les Voix du printemps (en) (Frühlingsstimmen) - 1934: Letzte Liebe (Gesamtleitung) - 1935: Alles für die Firma - 1939: Hochzeitsreise zu dritt - 1951: L'Affaire Cicéron (Five Fingers) de Joseph L. Mankiewicz - 1951: St. Benny the Dip - 1952: Tout peut arriver (Anything Can Happen) de George Seaton - 1953: Le Jongleur (The Juggler) d'Edward Dmytryk - 1953: Tonight We Sing (Les plus grandes vedettes du monde) - 1953: Hollandmädel - 1956: Viva Las Vegas! (Meet Me in Las Vegas) |